# Blankenstein
Blankenstein é uma localidade e antigo município da Alemanha localizado no distrito de Saale-Orla, estado de Turíngia.
Pertencia ao Verwaltungsgemeinschaft de Saale-Rennsteig. Desde 1 de janeiro de 2019, forma parte do município de Rosenthal am Rennsteig.

## Demografia
Evolução da população (31 de dezembro):
| - 1926: 1097 - 1995: 1133 - 1996: 1092 - 1997: 1149 | - 1998: 1130 - 1999: 1120 - 2000: 1079 - 2001: 1052 | - 2002: 1043 - 2003: 1007 - 2004: 1001 - 2007: 894 |

 Fonte: Thüringer Landesamt für Statistik